# Robert Jaquemond
Robert Jaquemond (30 de septiembre de 1929) es un deportista austríaco que compitió en judo. Ganó cuatro medallas en el Campeonato Europeo de Judo en los años 1951 y 1952.

## Palmarés internacional
| Campeonato Europeo | Campeonato Europeo | Campeonato Europeo | Campeonato Europeo |
| Año                | Lugar              | Medalla            | Categoría          |
| ------------------ | ------------------ | ------------------ | ------------------ |
| 1951               | París (Francia)    | Medalla de bronce  | 1.er dan           |
| 1951               | París (Francia)    | Medalla de bronce  | Abierta            |
| 1952               | París (Francia)    | Medalla de oro     | 2.º dan            |
| 1952               | París (Francia)    | Medalla de plata   | Abierta            |